# Marta Vidaković Mukić
Marta Vidaković Mukić (Subotica, 1953.) je hrvatska pravnica i leksikografkinja iz Zagreba. 
Rođena je u Subotici, od 1971. živi u Zagrebu. Nakon diplomiranja na Pravnom fakultetu u Zagrebu radila je u Republičkom zavodu za javnu upravu, Ministarstvu pravosuđa, Hrvatskome saboru. Od 1996 do 2004. bila je zamjenica pučkog pravobranitelja.  Bila je i tajnica Državnog izbornog povjerenstva. Položila je sve profesionalne ispite (državni ispit, pravosudni i javnobilježnički ispit) te brojne poslijediplomske tečajeve. Objavila je više od pedeset stručnih radova i pet knjiga. 
Njeno najvažnije stručno djelo je Opći pravnik rječnik iz 2006. godine, namijenjen pravnicima, studentima pravnih i fakulteta političkih znanosti, novinarima i političarima. Obuhvaća hrvatsko pravo, osnovne institute prava Europske zajednice i Europske unije, a drugo izmijenjeno i dopunjeno izdanje iz 2015. godine šire obrađuje pojmove i institute prava EU.
Dok je obavljala dužnost zamjenice pučkog pravobranitelja bila je posebno angažirana na zaštiti učenika Roma od diskriminacije u obrazovnom sustavu, zaštiti izbjeglica i osoba kojima je imovina protupravno oduzimana i davana na korištenje drugim osobama. Nakon prestanka mandata zamjenice pučkog pravobranitelja 1. prosinca 2004. nije se mogla, kao nepodobna, dugo zaposliti. Bila je kandidatkinjom za mjesto pučke pravobraniteljice. Nije dobila to mjesto jer je protukandidatkinja vladajućima podobna vladi (naklonjenost kontroverznom zdravstvenom odgoju), iako protukandidatkinja: nije imala niti 15 godina radnog iskustva, nije istaknuta stručnjakinja poznata u javnosti, ne uživa ugled osobe visokih moralnih načela niti uživa ugled zaštitnika i promicatelja ljudskih prava i sloboda, odnosno vladavine prava. Zbog toga se Vidaković Mukić žalila Ustavnom sudu, koji nije usvojio njezinu ustavnu tužbu, pa je o svemu obavijestila Delegaciju Europske komisije u Zagrebu te neka veleposlanstva.
Veliki dio svoje pravne aktivnosti posvetila je zaštiti ljudskih, osobito manjinskih prava, još od ranih osamdesetih godina. Za svoj rad je 2001. godine dobila nagradu za ljudska prava kao zamjenica pučkog pravobranitelja.
Obnašala je dužnost potpredsjednice Hrvatskog helsinškog odbora za ljudska prava. Ostavku je podnijela travnja 2011. godine zbog neslaganja s izjavom te udruge o neprocesuiranju zločina nakon Oluje. Bila je jedina od devet članova Izvršnog odbora HHO-a koja je bila protiv te izjave u kojoj je rečeno pored ostalog "kako nitko od hrvatskih vojnika i policajaca nije osuđen za zločine u Oluji i nakon nje". U ostavci je navela da je neugodno iznenađena jer je izjava HHO-a objavljena bez ozbiljne i temeljite rasprave, među ostalim i o njezinim primjedbama. Stava je da HHO nema pravo miješati se u bilo koji tekući sudski postupak niti otežavati obranu bilo kojega okrivljenoga u bilo kojem kaznenom postupku. Osobitu primjedbu Vidaković Mukić ima na dio izjave u kojem stoji "da je Željko Sačić navodno zahtijevao da se obavi lažni "kriminalistički uviđaj" nad ubijenim srpskim civilima u Gruborima 1995. te da je činjenica da se protiv njega zbog toga vodi kazneni postupak "glavno pogonsko gorivo za Sačićevo političko ekstremističko djelovanje danas"." Smatra da je HHO takvom izjavom napravio teški prekršaj, budući da je to riječ o kleveti za koju bi članovi odbora vjerojatno bili osuđeni kada bi ih Sačić tužio, te je istakla da se osobito ograđuje od bilo kakvih optužujućih tvrdnji o Sačiću". Zaključila je da je HHO davanjem političkih ocjena o Sačićevu političkom angažmanu prešao u sferu političkog angažmana što je protivno općim normama o djelovanju HHO-a. U slučaju naloga ondašnje hrvatske premijerke Jadranke Kosor za "diplomatskom ofenzivom" radi pritiska na MKSJ radi promjene odluku u slučaju generala Ante Gotovine i Mladena Markača, Vidaković Mukić je ocijenila da to nije kršenje načela vladavine prava i napad na ustavni poredak i trodiobu vlasti, nego da je to brzopleta reakcija hrvatske premijerke na pritisak javnosti odnosno odgovor na "situaciju politiziranja samog suda putem tužiteljstva". Zaključna izjava Vidaković-Mukić u pismu ostavke jest da je veći dio HHO-ove izjave "suvišan i neprimjeren cilju koji se želi postići" te da je dvojben sa stajališta prava na "efikasni pravni lijek (žalbu) nepravomoćno osuđenih generala".
U mirovini je od lipnja 2014. godine
Literatura:
«Opći pravni rječnik» predstavljen i u Subotici Siniša Jurić, 18.12.2009[neaktivna poveznica]
Dnevno.hr Autor: Orhidea Gaura 15. veljače 2013.  Arhivirana inačica izvorne stranice od 18. veljače 2013. (Wayback Machine)
Potpredsjednica HHO-a dala ostavku zbog kriminalnog klevetanja Željka Sačića: "Sačić može tužiti HHO" , 29. travnja 2011., hrsvijet.net